# Иван Попниколов
Иван Попниколов (изписване до 1945 година: Иванъ попъ Николовъ) е български просветен деец и духовник от Възраждането, революционер, деец на Македонската организация и на Вътрешната македоно-одринска революционна организация.

## Биография
Иван Попниколов е роден на 1 юни 1853 година в село Тешово, Неврокопско, в семейството на поп Николай и Бисера. Завършва гръцко училище в Неврокоп и става учител в Тешово (1873 - 1880). Активен участник е в българската просветна и църковна борба. Превежда от гръцки религиозни книги и учебници. През 1873 година въвежда в местното училище и църква българския език. Попниколов е автор на ценен за българската диалектология Сборник с християнски слова. Учителства до 1888 година.
През 90-те години е член на Македонската организация. Делегат е от Лъдженското дружество на Четвъртия македонски конгрес. По-късно се присъединява се и към ВМОРО и къщата му става база на Атанас Тешовски и Яне Сандански.